# Death Row Records
Death Row Records (auch bekannt als Tha Row Records) ist ein Musiklabel, das von Suge Knight, Dr. Dre, The D.O.C. und Dick Griffey gegründet wurde. Es war einst das Zuhause der Rapper Dr. Dre, Snoop Doggy Dogg, Left-Eye und Tupac Shakur und gilt als das dominierende Label der G-Funk-Ära, das den Hip-Hop der 1990er Jahre maßgeblich geprägt hat. Death Row hat weltweit über 50 Millionen Tonträger verkauft und einen Umsatz von über 750 Millionen Dollar verbucht.
Im Jahr 2022 erwarb Snoop Dogg das Unternehmen und plant, das Label wieder zu reaktivieren.

## Geschichte
Row Records (seit 2001 auch bekannt als Tha Row Records) wurde von dem ehemaligen Footballspieler Marion „Suge“ Knight und Dr. Dre (André Young) im Jahre 1991 gegründet. Als erste Death Row-Veröffentlichung erschien ein Jahr später das Album The Chronic des ehemaligen N.W.A-Mitglieds Dr. Dre. Auf dem Album, das sich über vier Millionen Mal verkaufte, debütierten unter anderem heutige Hip-Hop-Größen wie Daz Dillinger, Kurupt und Snoop Dogg. Mit diesem Album hatte Death Row sich sofort einen Namen als innovatives und erfolgreiches Hip-Hop-Label gemacht. Es folgte das kommerziell noch erfolgreichere Debüt-Album von Snoop Dogg mit dem Titel Doggystyle, welches sich ca. 4 Millionen Mal verkaufte und damit eine 4x platinum.
Death Row baute sich einen Roster mit vielen heutzutage großen Namen in der Szene auf. Kurupt und Daz Dillinger brachten als Tha Dogg Pound das Album Dogg Food heraus. Im Vergleich zu den Death Row Vorgängern fiel es kommerziell gesehen eher schlecht aus.
1995 unterschrieb dann Tupac Shakur, der zu dem Zeitpunkt wegen sexueller Belästigung im Gefängnis saß, einen Vertrag bei Death Row für ein „normales“ und ein Doppelalbum. Im Gegenzug bezahlte sagi Row die Kaution von 1,4 Mio. Dollar. 1996 veröffentlichte er dann mit All Eyez on Me das erste Doppelalbum der Hip-Hop-Geschichte. Mit ca. 10 Millionen gezählten Verkäufen, Schallplatte erhielt, damit ist es das meistverkaufte Album von Death Row Records.
1996 verließ Dr. Dre Death Row, um sein eigenes Label Aftermath Entertainment zu gründen. Nach dem Tod von Tupac am 13. September 1996 verließen weitere Künstler das Label. Snoop Dogg veröffentlichte noch ein weiteres Album mit dem Titel Tha Doggfather, das er dem kurz zuvor verstorbenen Rapper Tupac Shakur widmete. Das Album fiel eher enttäuschend aus; Snoop Dogg verließ ebenfalls das Label und unterschrieb bei dem Label No Limit Records von Master P.
Die Künstler, die bei Death Row blieben, warfen den anderen Feigheit und Untreue vor, was sie in Liedern wie Easy to be a Soldier, When There Ain’t No War oder auch Fuck Dre deutlich zum Ausdruck brachten. In der Zwischenzeit wurde Daz Dillinger zum Death Row Vize-Präsidenten. Aber auch er wollte nicht länger bei Death Row bleiben. Nachdem er 1998 sein Solo-Debüt Retaliation, Revenge & Get Back veröffentlichte, verließ er Ende 1999 das Label und gründete das Independent-Label DPG Recordz, welches anfangs als Sub-Label von Death Row gedacht war. 2000 veröffentlichte er das Album R.A.W, das zu Großteilen noch aus Material aus Death-Row-Zeiten stammt.
Kurupt, der das Label bereits 1998 verlassen hatte, aber noch gute Kontakte zu seinem Partner Daz und Suge Knight pflegte, kehrte 2002 wieder zu Death Row zurück, um dort die Stelle des Vize-Präsidenten zu übernehmen, was Daz und Kurupt zu erbitterten Feinden werden ließ. Mittlerweile sind die Differenzen aber beiseitegelegt, nachdem sich beide 2005 zufällig über den Weg liefen und miteinander redeten.
Nach Suge Knights Freilassung wurde das Label 2001 in Tha Row Record umbenannt. Mit neuen Künstlern (Crooked I, Tha Realest, Eastwood, Kurupt) versuchte Tha Row den Wiederaufstieg. Crooked I, der sich auf diversen Mixtapes und den hauseigenen Death Row-Compilations einen Namen machte, konnte bis zum Schluss nie sein angekündigtes Album veröffentlichen. Lediglich Kurupt veröffentlichte 2005 noch sein Album Against Tha Grain, verließ kurz darauf aber auch wieder das Label.
Insgesamt verkaufte Death Row über 50 Millionen Alben.
Im März 2005 wurde Suge Knight zu einer Zahlung von 106 Millionen Dollar an Lydia Harris aufgefordert. Diese behauptete, dass ihr Ehemann, der inhaftierte Drogenkönig Michael „Harry-O“ Harris, 1,5 Millionen Dollar zur Gründung des Labels beigesteuert hatte und dafür im Gegenzug einen Anteil von 50 Prozent des Labels erhalten sollte. Am 4. April 2006 leitete der Chef des Labels Death Row in Los Angeles für sich selbst wie für sein Musiklabel ein Konkursverfahren ein.
Nach der Insolvenz 2006 wurde das Label drei Jahre später für 18 Millionen Dollar von WIDEawake Entertainment ersteigert. Es wechselte in den nächsten Jahren mehrfach die Besitzer und wurde schließlich von der MNRK Music Group erworben, die von einem von Blackstone verwalteten Private-Equity-Fonds kontrolliert wurde.
Im Februar 2022 erwarb Snoop Dogg das Unternehmen von MNRK  und Blackstone. Die Bedingungen des Kaufvertrags wurden nicht bekannt gegeben. Die erste Veröffentlichung nach dem Neustart war BODR ("Bacc On Death Row") von Snoop Dogg, welches das 30. Jubiläum der ersten Veröffentlichung von Death Row Records, The Chronic von Dr. Dre im Jahr 1992, markierte.

## Aktuelle Interpreten

### Current artists
| Act            | Years on the label                 | Releases under the label |
| -------------- | ---------------------------------- | ------------------------ |
| Snoop Dogg     | Owner 1991–1998 2022–present       | 4                        |
| Merkules       | 2022–present                       | –                        |
| Jane Handcock  | 2022–present                       | 1                        |
| October London | 2022–present                       | 2                        |
| Julian Torres  | 2023–present                       | –                        |
| Dame Debiase   | 2023–present                       | –                        |
| D Smoke        | 2023–present                       | –                        |
| Kurupt         | 1992–1998, 2024–present            |                          |
| Tha Dogg Pound | 1992–1998, 2023–present            | 2                        |
| Danny Boy      | 1994–1999, 2002–2005, 2024–present | 1                        |
| Snoopy Badazz  | 2022                               | 1                        |
| Mase           | 2022–present                       | –                        |
| Charlie Bereal | 2024–present                       | –                        |

## Ehemalige Death-Row-Interpreten
- 2Pac
- Big Pimpin' Delemond
- Crooked I
- Danny Boy
- DJ Quik
- Dr. Dre
- Eastwood
- Gina Longo
- GP The Beast
- J-Flexx
- Jewell Peyton
- Lake
- Lisa „Left Eye“ Lopes
- Mark Morrison
- MC Hammer
- Michel’le
- Nate Dogg
- O.F.T.B.
- Outlawz
- Petey Pablo
- Sam Sneed
- Swoop G
- Tha Realest
- The Lady of Rage
- Top Dogg
- Tray Deee
- Young Soldierz

## Veröffentlichungen
ohne Box-Sets und DVDs
1. Dr. Dre – The Chronic (1992)
2. Snoop Doggy Dogg – Doggystyle (1993)
3. Soundtrack – Above the Rim (soundtrack). (1994)
4. Soundtrack – Murder Was The Case (1994)
5. Tha Dogg Pound – Dogg Food (1995)
6. 2Pac – All Eyez On Me (1996)
7. Makaveli (2Pac) – The Don Killuminati: The 7 Day Theory (1996)
8. Snoop Doggy Dogg – Tha Doggfather (1996)
9. Various – Death Row Greatest Hits (1996)
10. Death Row artists – Christmas on Death Row (1996)
11. Soundtrack – Gridlock'd (soundtrack) (1997)
12. Lady of Rage – Necessary Roughness (1997)
13. Soundtrack – Gang Related (soundtrack) (1997)
14. Nate Dogg — G-Funk Classics Vol. 1 (1997)
15. Daz Dillinger – Retaliation, Revenge and Get Back (1998)
16. Michel'le – Hung Jury (1998)
17. 2Pac – Greatest Hits (1998)
18. Death Row artists – Suge Knight Represents: Chronic 2000 (1999)
19. Death Row artists – Too Gangsta for Radio (2000)
20. Snoop Doggy Dogg – Dead Man Walkin' (2000)
21. Tha Dogg Pound – 2002 (2001)
22. Snoop Doggy Dogg – Death Row: Snoop Doggy Dogg at His Best (Greatest Hits) (2001)
23. 2Pac – Until the End of Time (2001)
24. Dr. Dre – Chronicle: Best of the Work (2002)
25. 2Pac — Better Dayz (2002)
26. Dysfunktional Family OST (2002)
27. 2Pac — Nu-Mixx Klazzics (2003)
28. 2Pac – The Prophet: The Best Of The Works (2003)
29. Snoop Dogg – Tha Dogg: Best of the Works (2003)
30. 2Pac – Life (2004)
31. The Very Best Of Death Row (2005)
32. 2Pac — Live At The House Of Blues (2005)
33. Death Row artists – 15 Years on Death Row (2006)
34. Death Row artists – 15 Years on Death Row Vol. 2 – The Singles Collection (2007)
35. Various Artists – Death Row: The Singles Collection (2007)
36. Dr. Dre – Chronicles: Death Row Classics (2007)
37. 15 Years on Death Row (2007)
38. Death Row Archives: The Soundtracks (2007)
39. Dr. Dre – The Chronic Re-Lit (2009)
40. Various – Death Row Greatest Hits 2 (2009)
41. Snoop Doggy Dogg – Death Row: The Lost Sessions Vol. 1 (2009)
42. Kurupt – Down & Dirty (2010)
43. Danny Boy – It's About Time (2010)
44. Crooked I – Hood Star (2010)
45. Sam Sneed – Street Scholars (2011)
46. LBC Crew – Haven't You Heard... (2011)
47. O.F.T.B. – Damn Near Dead (2011)
48. Jewell – My Blood, My Sweat, My (2011)
49. Jewell – Black Diamond (2011)
50. Various Artists – 20 To Life: Volume 1 (2012)
51. Tha Dogg Pound – Doggy Bag (2012)
52. Various Artists – 20 To Life: Volume 2 (2012)
53. Doggystyleeee - Hit Em Up (2022)
54. Snoop Dogg – BODR (2022)
55. Metaverse: The NFT Drop, Vol. 1 (2022)
56. Snoop Dogg Presents: Death Row Summer 2022 (2022)
57. Snoopy Badazz - Pick of the Litter 3 (2022)
58. October London - I Dont Give a Damn. (Single 2022)
59. Metaverse: The NFT Drop, Vol. 2 (2022)
60. October London - Crypto Winter (The Dubstep/House Album) (2022)
61. Snoop Dogg, DJ Drama - Gangsta Grillz: I Still Got It (2022)
62. Merkules - I'm Here (Single 2022)
63. D Smoke, SiR - Work Hard Play Hard (Single 2023)
64. Jane Handcock - World Of Women (W.O.W) (2023)
65. October London - The Rebirth Of Marvin (2023)
66. Julian Torres y Mariachi Cenzontle EP (2023)
67. point5ve (Lil 1/2 Dead) - Stuff That Thang (Single 2023)
68. Jane Handcock, GAWD - Southside Love (Single 2024)
69. Tha Dogg Pound - W.A.W.G. (We All We Got) (2024)
70. Charlie Bereal - Never Gonna Take Away My Love (Single 2024)
71. Charlie Bereal - Walk With The Father (kommt August 2024)
72. October London - October Nights (kommt September 2024)
73. Snoop Dogg, Dr. Dre - Missionary (kommt November 2024)